# سفين كولر
سفين كولر (بالألمانية: Sven Köhler)‏ هو لاعب كرة قدم ألماني، ولد في 8 نوفمبر 1996 في فارشتاين في ألمانيا. لعب مع نادي أوسنابروك.

## وصلات خارجية
- سفين كولر على موقع الاتحاد الأوربي (الإنجليزية)
- سفين كولر على موقع قاعدة بيانات كرة القدم.إي يو (الإنجليزية)
- سفين كولر على موقع Soccerway.com (الإنجليزية)
- سفين كولر على موقع عالم كرة القدم.نت (الإنجليزية)